# Index bispectral
 (octobre 2020).
Si vous disposez d'ouvrages ou d'articles de référence ou si vous connaissez des sites web de qualité traitant du thème abordé ici, merci de compléter l'article en donnant les références utiles à sa vérifiabilité et en les liant à la section « Notes et références ».
L'index bispectral (BIS) est un moyen de monitorer le degré de sédation d'un patient. 
Le BIS est calculé à partir d’une analyse bispectrale du tracé électro-encéphalographique (EEG) informatisé, ce qui va permettre de définir un degré de synchronisation. Ces différentes études ont ainsi proposé des objectifs de BIS entre 40 et 60 pour une anesthésie lors d’une intervention chirurgicale.